# Phrynarachne cucullata
Phrynarachne cucullata är en spindelart som beskrevs av Simon 1886. Phrynarachne cucullata ingår i släktet Phrynarachne och familjen krabbspindlar. Inga underarter finns listade i Catalogue of Life.